# HD236789
HD236789 є хімічно пекулярною зорею спектрального класу
A7 й має видиму зоряну величину в смузі V приблизно  9,1.